# Потрібні двоє
«Потрібні двоє» (англ. «It Takes Two») — науково-фантастичне оповідання Ніколи Ґріффіт про кохання та нейрохімію. Вперше опублікована в антології «Затемнення третє» (англ. «Eclipse Three») у 2009 році.

## Синопсис
Після того, як підприємиця закохується в танцюристку, вони дізнаються, що обидва були учасниками експерименту.

## Критика
Твір «Потрібні двоє» став фіналістом премії Г'юґо 2010 року в номінації «Найкраща коротка повість».
The Wall Street Journal назвав її «акуратно побудованою, інтелектуально складною і гладко написаною» і описав її тему так: «Скільки контролю повинні мати над нами наші боси?».
У Strange Horizons Ебігейл Нуссбаум вважала, що історія була структурно недосконалою, але, з усім тим, «блискучою», оскільки зазначила, що якщо справжнє кохання може бути хімічно викликане, то воно також може бути комерціалізоване; Нуссбаум також похвалила Гріффіт за те, що вона не приховує «той факт, що Сюзанна [танцюристка] продала себе найглибшим можливим способом, і що Коді [підприємиця] купила її», зробивши висновок, що історія «одночасно задовольняє і жахає» через «напруженість між романтикою та огидою».